# Bona (Suecia)

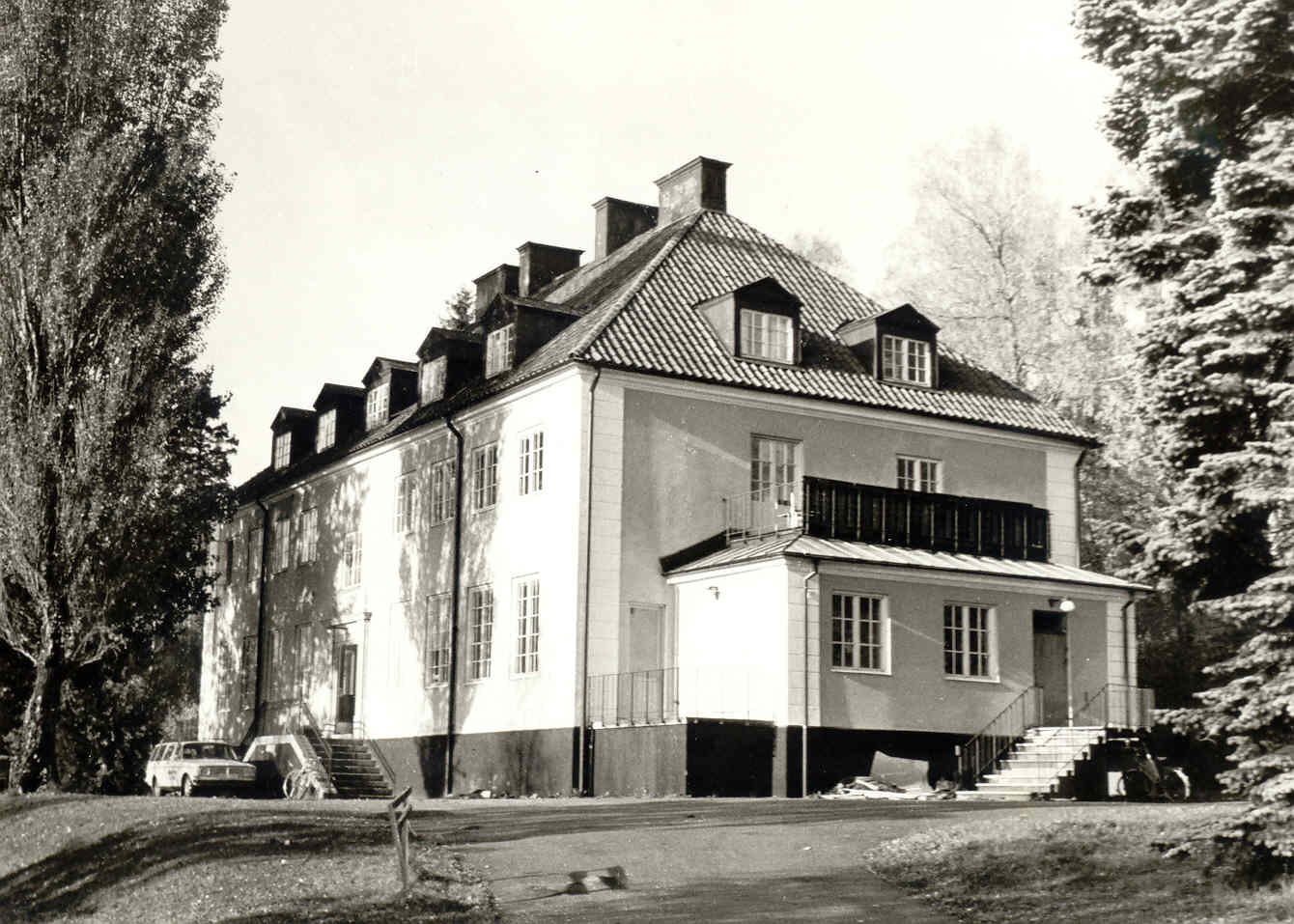
Universidad Popular de Bona

Bona, pronunciado, Båna, es un pequeño pueblo al oeste de Västra Ny, en el municipio de Motala, de la Östergötland (Suecia).
En el año 2000, Bona tenía 79 habitantes, en 2005, 93
Bona fue originalmente una casa noble que en 1775 fue incorporada a Godegårds bruks por Grill Jean Abraham. Se producía hierro, herramientas y alimentos procesados.
Destaca en su arquitectura el reformatorio, que fue diseñado por David Lundegårdh